# ATC kod J05
ATC kod J05 Antivirotici za sistemsku upotrebu su terapeutska podgrupa sistema za anatomsko terapeutsko hemijsku klasifikaciju. Ovaj sistem alfanumeričkih kodova je razvio  za klasifikaciju lekova i drugih medicinskih proizvoda.  Podgrupa J05 je deo anatomske grupe J Antiinfektivi za sistemsku upotrebu.

Kodovi za veterinarsku upotrebu (ATCvet kodovi) se mogu formirati stavljanjem slova Q ispred humanih ATC kodova: QJ05... 
Nacionalna izdanja ATC klasifikacije mogu da obuhvataju dodatne kodove koji nisu prisutni na ovoj listi.

##J05A Direktno delujućiantivirusni lekovi

###J05AA Tiosemikarbazoni
Metisazon

### Nukleozidiinukleotidiizuzev inhibitorareverzibilne transkriptaze
Aciklovir
 Idoksuridin
 Vidarabin
 Ribavirin
 Ganciklovir
 Famciklovir
 Valaciklovir
 Cidofovir
 Penciklovir
 Valganciklovir
J05AB15 Brivudin
 Ribavirin, kombinacije

###J05AC Cikličniamini
Rimantadin
 Tromantadin

###J05AD Derivatifosforaste kiseline
Foskarnet
 Fosfonet

###J05AE Proteazni inhibitori
Sakvinavir
 Indinavir
 Ritonavir
 Nelfinavir
 Amprenavir
 Lopinavir
 Fosamprenavir
 Atazanavir
 Tipranavir
 Darunavir
 Telaprevir

### Nukleozidniinukleotidniinhibitori reverzne transkriptaze
Zidovudin
 Didanosin
 Zalcitabin
 Stavudin
 Lamivudin
 Abakavir
 Tenofovir dizoproksil
 Adefovir dipivoksil
 Emtricitabin
 Entekavir
 Telbivudin
 Klevudin

###J05AG Nenukleozidni inhibitori reverzne transkriptaze
Nevirapin
 Delavirdin
 Efavirenz
 Etravirin
 Rilpivirin

###J05AH Inhibitorineuraminidaze
Zanamivir
 Oseltamivir

### Antivirali za lečenjeHIVinfekcija, kombinacije
Zidovudin i lamivudin
 Lamivudin i abakavir
 Tenofovir disoproksil i emtricitabin
 Zidovudin, lamivudin i abakavir
 Zidovudin, lamivudin i nevirapin
 Emtricitabin, tenofovir disoproksil i efavirenz
 Stavudin, lamivudin i nevirapin
 Emtricitabin, tenofovir disoproksil i rilpivirin

###J05AX Drugi antivirali
Moroksidin
 Lisozim
 Inosin pranobeks
 Pleconaril
 Enfuvirtid
 Raltegravir
 Maravirok
 Maribavir